# Javad Nazari
Javad Nazari (in persiano جواد نظری‎; Teheran, 30 luglio 1982) è un attore e compositore iraniano.

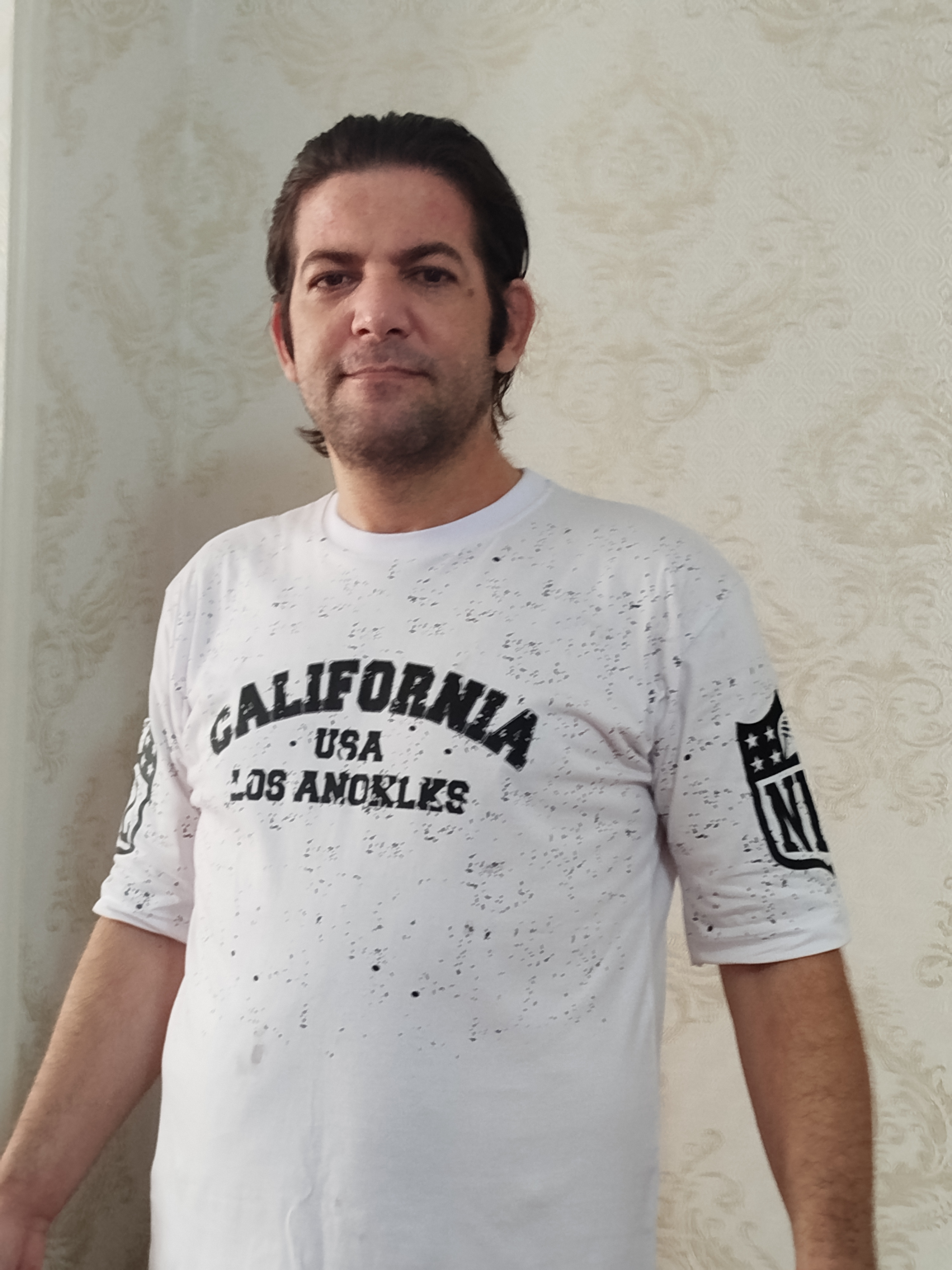
Javad Nazari, attore e compositore iraniano

È nato nella zona di Resalat Town, nel sud di Teheran, ed è attivo nell'industria cinematografica e musicale iraniana dai primi anni 2000.

## Vita e carriera
Javad Nazari ha iniziato la sua carriera attoriale nel 2000, recitando in un cortometraggio, per poi distinguersi in vari film indipendenti e commerciali. Ha partecipato a numerose opere che affrontano tematiche sociali, affermandosi gradualmente come attore protagonista. La sua vita e le sue opere sono documentate in diverse biblioteche (cartacee e online) e piattaforme cinematografiche .

## Filmografia
| Anno | Titolo                                     | Ruolo                                           | Regista                          |
| ---- | ------------------------------------------ | ----------------------------------------------- | -------------------------------- |
| 2006 | Mim Mesle Madar                            | Medico                                          | Rasoul Malaghelifour             |
| 2008 | Marde Hezar Chehreh                        | Bodyguard                                       | Serie TV, regia di Mehran Modiri |
| 2009 | Tardid                                     | Ruolo secondario                                | Baruz Karimmasihi                |
| 2010 | Story Undone (Khandebazaar)                | Dott. Nafari (protagonista)                     | Saeed Abbasi                     |
| 2010 | The Hunter                                 | Poliziotto                                      | Rafi Pitts                       |
| 2015 | Che Ora È Nel Tuo Mondo?                   | Javan-e Shomali                                 | Safi Yazdanian                   |
| 2016 | Shift-e Nimeh Shab                         | Amirkhosrow (protagonista) / compositore e voce | Hossein Dalir                    |
| 2019 | Lupi e Donne                               | Arman                                           | Amir Athar Soheili               |
| 2020 | Nefar                                      | Behnam (protagonista)                           | Shahrzad Mosavi                  |
| 2022 | Ta Farda (Until Tomorrow / Juste une nuit) | Nader (ruolo secondario) / colonna sonora       | Ali Asgari                       |

Nel 2020, ha interpretato Behnam nel film Nefar (persiano: نفار), un dramma che esplora i dilemmi morali e le realtà legali della società iraniana, diretto da Shahrzad Mousavi. Nazari ha mostrato un'interpretazione più matura e introspettiva in questo film, che ha ricevuto recensioni positive dalla critica.

## Musica e altre attività

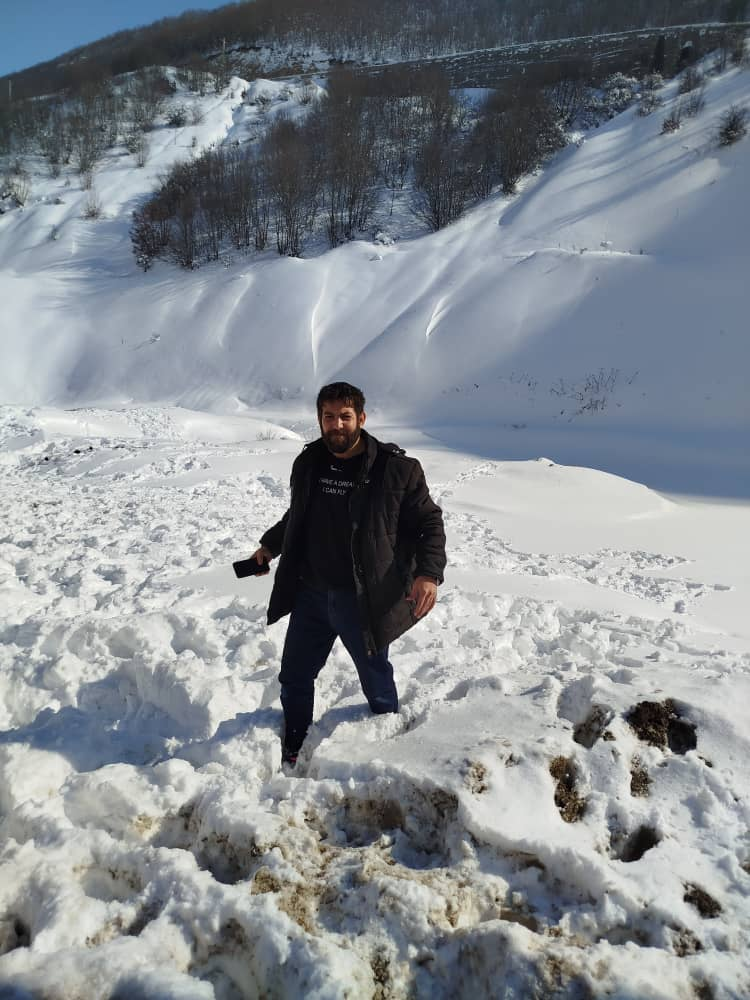
Javad Nazari nel ruolo di Behnam nel film Nefar del 2020

Lavora anche come compositore e ha composto musiche per diversi film. Nel 2016, ha composto la musica per il film Shift-e Shab.
Ha anche composto la musica per il film del 2020 The Doubt e per il film del 2022 Until Tomorrow.
Ha anche pubblicato musica rap in Mazani (un dialetto dell'Iran settentrionale), alcuni dei quali hanno trovato riscontro nel pubblico locale.

Nel 2024, è stato riconosciuto per il suo contributo alla musica tradizionale in un incontro con la filiale provinciale del Ministero della Cultura iraniano, ed è noto che continua le sue attività artistiche nella sua città natale Farouz.